# Карамышевское сельское поселение (Чувашия)
Кара́мышевское се́льское поселе́ние (чув. Елчӗк ял тӑрӑхӗ) — муниципальное образование в Козловском районе Чувашской Республики Российской Федерации.
Административный центр — село Карамышево.

## История
Статус и границы сельского поселения установлены Законом Чувашской Республики от 24 ноября 2004 года № 37 «Об установлении границ муниципальных образований Чувашской Республики и наделении их статусом городского, сельского поселения, муниципального района и городского округа».

## Население
| 2010  | 2012  | 2013  | 2014  | 2015  | 2016  | 2017  |
| ----- | ----- | ----- | ----- | ----- | ----- | ----- |
| 1934  | ↘1912 | ↘1873 | ↘1855 | ↘1826 | ↘1793 | ↘1749 |
| 2018  | 2019  | 2020  | 2021  |       |       |       |
| ↘1721 | ↘1645 | ↘1609 | ↘1572 |       |       |       |

## Состав сельского поселения
| № | Населённый пункт | Тип населённого пункта       | Население |
| - | ---------------- | ---------------------------- | --------- |
| 1 | Карамышево       | село, административный центр | ↗567      |
| 2 | Картлуево        | деревня                      | ↗533      |
| 3 | Кинеры           | деревня                      | ↗142      |
| 4 | Криуши           | деревня                      | ↗226      |
| 5 | Можары           | деревня                      | ↗363      |
| 6 | Мурзаево         | деревня                      | ↗96       |
| 7 | Шименеево        | деревня                      | ↗247      |